# Caroline Bourgine
Bibliographie
Guadeloupéens, collection Lignes de vies d'un peuple. Ateliers Henry Dougier. 2021

Dictionnaire des Caraïbes, un itinéraire poétique. Caraïbeditions. 2023
 (janvier 2022).
Si vous disposez d'ouvrages ou d'articles de référence ou si vous connaissez des sites web de qualité traitant du thème abordé ici, merci de compléter l'article en donnant les références utiles à sa vérifiabilité et en les liant à la section « Notes et références ».
Caroline Bourgine, née à Paris, journaliste, a été productrice radio sur France Inter (2010), France Culture (1989-2009), France Musique (1990-1996), RFI (1984-1989). Elle a été conseillère, chargée de mission au ministère de la Culture au Commissariat de l'année des outre-mer (2010-2012). Conseillère artistique, journaliste, productrice au sein de sa structure TOUTES LATITUDES, elle continue de se dédier aux cultures du monde et à leurs transversalités. Depuis septembre 2017 produit et présente le magazine Latitudes Caraïbes sur le réseau Outre Mer Première. 
En 2022, lauréate de Mondes Nouveaux/ Ministère de la Culture pour son projet Maure Vieil, des histoires et des secrets. Film documentaire et créations artistique. 
En 2023, elle publie le Dictionnaire des Caraïbes, un itinéraire poétique. Caraïbéditions et s'engage dans l'éducation aux Medias avec le Clemi de Nice et la Médiathèque Albert Camus d'Antibes. 

## Biographie
Études de journalisme à l'École de journalisme de Paris. Comme beaucoup d'autres, Caroline  a commencé la radio en 1981 lors de la libéralisation de la bande FM. Entre 1982 et 1984, elle commence sa carrière professionnelle en Guadeloupe pour les pages culture de Télé 7 Jours et exerce diverses collaborations à RFO et Radio Caraïbes internationale.
En 1990, elle entame une collaboration avec RFI, service de la coopération, France Culture et France Musique: Les chemins de la connaissance, Nuits magnétiques, Euphonia, A voix nue, Jeux de l'ouïe, Le Rythme et la Raison, les Magiciens de la terre... En 1992, Claude Samuel, Directeur de France Musique lui confie l'émission hebdomadaire "La rose des vents" sur les musiques traditionnelles.
En 1997, Jacqueline Muller et Patrice Gélinet lui proposent l'émission hebdomadaire "Musiques du Monde" qui deviendra Equinoxe sur les cultures musicales jusqu'en 2009. Conçue comme un lieu d'échange et de rencontre entre les arts, Caroline Bourgine y recevra  de nombreux artistes qui comptent pendant 13 ans.
C'est aussi durant cette période qu'elle réalisera pour la radio de nombreuses opérations spéciales: Nuit de l'Inde et du Pakistan dans la cour d'honneur du Palais des Papes au Festival d'Avignon, Créole: du Bélè et du Gwoka, Nuit du Raga avec le Théâtre du soleil pour le passage à l'an 2000, hommage à Alain Danielou, le Bwiti du Gabon, , au Festival de Radio France Montpellier, Le Tazieh iranien, traditions du Népal, Les rites de passage etc.[réf. nécessaire]

## Voyages
Pour la radio, Caroline Bourgine a effectué autant de voyages qu'elle a pu entreprendre sur le continent africain, en Amérique Centrale et du Sud, au Proche et Moyen-Orient, en Asie, extrême Orient, en Océanie et dans les pays européens. Elle a réalisé avec la Maison des Cultures du Monde de nombreux programmes  radiophoniques: No de Kurokawa, Vallenato de Colombie, danses Bissu de Sulawesi, Marimba région sud du pacifique colombien, Chopi Timbila du Mozambique, théâtre Wayang d'Indonésie, Krisnanattam du Kerala, l'opéra nanguan et les polyphonies bunun de Taiwan...[réf. nécessaire]

## Autres implications
- Directrice artistique et rédactrice de nombreux livrets de CD pour la collection Ocora Radio France (Cérémonie du Bobé chez les pygmées du Nord Congo[7], Ouganda, aux sources du Nil[8], Gwoka, soirée lewoz à Jabrun, Cacao[9])  et Accords-Croisés (Le rythme de la parole Vol I et II, Liu Fang, Le Son de Soie [10],  Ali Reza Ghorbani, Graciana Negra du Véracruz, Schakti, Sudha Ragunathan.)
- "GWOKA, l'âme de la Guadeloupe ?"[11],[12]]" Film documentaire. Co-réalisatrice avec Olivier Lichen (Films du village, Zaradoc, 1995).
- Membre de l'Académie Charles Cros.
- De 2010 à 2012,  chargée de mission pour le spectacle vivant, l'audiovisuel et le cinéma[13] au sein du Commissariat de 2011, année des Outre-Mer.2O12Notes et références